# Otachyriinae
Otachyriinae Butzin, 1970 è una sottotribù di piante angiosperme monocotiledoni appartenente alla famiglia delle Poacee (o Gramineae, nom. cons.), sottofamiglia Panicoideae.

## Etimologia
Il nome della sottotribù deriva dal genere tipo Otachyrium Nees, 1829 ed è composto da due parole greco antico: "ous" (= orecchio) e "achyron" (= somiglianza) e fa riferimento alle chiglie delle palee inferiori che sviluppano delle escrescenze simili a orecchie.
Il nome scientifico della sottotribù è stato definito dal botanico contemporaneo Friedhelm Reinhold Butzin (1936-) nella pubblicazione "Willdenowia 6: 182" del 1970.

## Descrizione

### Portamento
Il portamento delle specie di questo gruppo in genere è cespitoso, rizomatoso o stolonifero con cicli biologici annuali o perenni. I culmi, alti fino a 150 dm, possono essere ramificati. In Hymenachne (specie acquatiche) i culmi spugnosi sono riempiti di aerenchima (o parenchima aerifero). I nodi inferiori possono essere radicanti.

### Foglie
Le foglie lungo il culmo sono disposte in modo alterno, sono distiche e si originano dai vari nodi. Sono composte da una guaina, una ligula e una lamina. Le venature sono parallelinervie. Possono essere presenti dei pseudopiccioli.
- Guaina: la guaina è abbracciante il fusto.
- Ligula: le ligule sono membranosa; la membrana è sfrangiata oppure termina con una frangia di peli.
- Lamina: la lamina ha delle forme generalmente lineari e piatte, a volte filiformi o lanceolate. In Rugoloa le foglie sono arrotondate e cordate alla base.

### Fiori

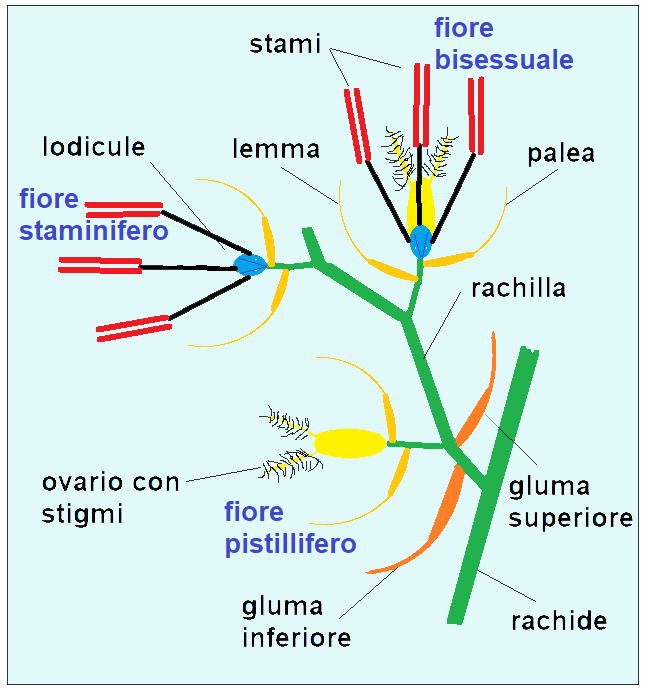
Spighetta generica con tre fiori diversi

- Infiorescenza principale (sinfiorescenza o semplicemente spiga): le infiorescenze, ascellari e terminali, in genere non sono ramificate (o con rami primari non ramificati, o rami primari ramificati formanti rami di ordine superiore) e sono formate da alcune spighette, disposte generalmente lungo un lato (a volte accoppiate), ed hanno la forma di una pannocchia terminale (o anche ascellare); la forma può essere cilindrica e terminare in punta. A volte i rami laterali sono corti e rivolti verso l'asse principale.
- Infiorescenza secondaria (o spighetta): le spighette, compresse lateralmente o dorsoventralmente e con forme da ovate o orbicolari, sottese da due brattee distiche e strettamente sovrapposte chiamate glume (inferiore e superiore), sono formate da uno o più fiori. Possono essere presenti dei fiori sterili; in questo caso sono in posizione distale rispetto a quelli fertili. In questo gruppo di piante in genere sono presenti 1 - 2 fiori fertili e uno sterile. Alla base di ogni fiore sono presenti due brattee: la palea e il lemma. La disarticolazione avviene con la rottura della rachilla sopra o sotto le glume. In Otachyrium il fiore inferiore è staminato.
- Glume: le glume sono membranose eventualmente con bordi ialini, con o senza barbe; le glume inferiori in genere sono più corte di quelle superiori. Le venature sono 3 - 5.
- Palea: la palea, eventualmente carenata (o bicarenata), è membranosa (o coriacea) con o senza barbe; a maturità si allargano, induriscono e in alcune specie si presentano alate.
- Lemma: il lemma è membranoso eventualmente con bordi ialini o precisi, con o senza barbe; a volte sono appuntiti. Le venature sono 2 - 5.

I fiori fertili sono attinomorfi formati da 3 verticilli: perianzio ridotto, androceo  e gineceo.
- Formula fiorale:[6]

*, P 2, A (1-)3(-6), G (2–3) supero, cariosside.
- Il perianzio è ridotto e formato da due lodicule, delle squame traslucide, poco visibili (forse relitto di un verticillo di 3 sepali). Le lodicule hanno una consistenza carnosa.
- L'androceo è composto da 3 stami ognuno con un breve filamento libero, una antera sagittata e due teche. Le antere sono basifisse con deiscenza laterale. Il polline è monoporato.
- Il gineceo è composto da 3-(2) carpelli connati formanti un ovario supero. L'ovario, glabro, ha un solo loculo con un solo ovulo subapicale (o quasi basale). L'ovulo è anfitropo e semianatropo e tenuinucellato o crassinucellato. Lo stilo, breve, è unico con due stigmi in genere piumosi.

### Frutti
I frutti sono del tipo cariosside, ossia sono dei piccoli chicchi indeiscenti, con forme ovoidali, nei quali il pericarpo è formato da una sottile parete che circonda il singolo seme. In particolare il pericarpo è fuso al seme ed è aderente. L'endocarpo non è indurito e l'ilo è puntiforme. L'embrione è provvisto quasi sempre di epiblasto ha un solo cotiledone (allungato) altamente modificato (scutello con fessura) in posizione laterale. I margini embrionali della foglia si sovrappongono.

## Biologia
Come gran parte delle Poaceae, le specie di questo genere si riproducono per impollinazione anemogama. Gli stigmi più o meno piumosi sono una caratteristica importante per catturare meglio il polline aereo. La dispersione dei semi avviene inizialmente a opera del vento (dispersione anemocora) e una volta giunti a terra grazie all'azione di insetti come le formiche (mirmecoria).

## Distribuzione e habitat
La distribuzione delle specie di questa sottotribù è relativa ai climi più o meno tropicali (America meridionale e Australia).
| Genere      | Via fotosintetica | Numero cromosomico | Distribuzione                                                 |
| ----------- | ----------------- | ------------------ | ------------------------------------------------------------- |
| Hymenachne  | tipo C3           | 2n = 24            | Zone tropicali                                                |
| Otachyrium  | tipo C3           | 2n = 18 e 20       | Sudamerica                                                    |
| Plagiantha  | tipo C3           |                    | Una specie: Plagiantha tenella Renvoize, endemica del Brasile |
| Rugoloa     | tipo C3           | 2n = 20 e 40       | America centrale e del sud.                                   |
| Steinchisma | tipo C4/tipo C3   |                    | America centrale e del sud.                                   |

## Tassonomia
La famiglia delle Poacee comprende circa 800 generi e oltre 9.000 specie. È una delle famiglie più numerose e più importanti del gruppo delle monocotiledoni. La famiglia è suddivisa in 12 sottofamiglie, la sottotribù Otachyriinae fa parte della sottofamiglia Panicoideae.

### Generi
La tribù si compone di 5 generi e 36 specie:
- Hymenachne P.Beauv. (17 specie)
- Otachyrium Nees (8 spp.)
- Plagiantha Renvoize (1 sp.)
- Rugoloa Zuloaga (3 spp.)
- Steinchisma Raf. (7 spp.)

Note: i generi Plagiantha e Steinchisma in passato erano inclusi nel genere Otachyrium.

### Filogenesi
All'interno della famiglia Poaceae la sottofamiglia Panicoideae appartiene al clade "PACMAD" (formato dalle sottofamiglie Aristidoideae, Arundinoideae, Micrairoideae, Danthonioideae, Chloridoideae e Panicoideae). Questo clade con il clade BEP (formato dalle sottofamiglie Ehrhartoideae, Bambusoideae e Pooideae) forma un "gruppo fratello" (il clade BEP a volte è chiamato clade "BOP" in quanto la sottofamiglia Ehrhartoideae a volte è chiamata Oryzoideae). La sottofamiglia di questa voce, nell'ambito del clade "PACMAD", a parte la sottofamiglia Aristidoideae in posizione "basale", forma un "gruppo fratello" con il resto delle sottofamiglie del clade.
Il clade "PACMAD" è un gruppo fortemente supportato fin dalle prime analisi filogenetiche di tipo molecolare. Questo gruppo non ha evidenti sinapomorfie morfologiche con l'unica eccezione dell'internodo mesocotiledone allungato dell'embrione. Questo clade inoltre è caratterizzato, nella maggior parte delle piante, dal ciclo fotosintetico di tipo C4 (ma anche a volte tipo C3 in quanto ancestralmente era C3).
La sottotribù Otachyriinae fa parte dell'ultimo gruppo che si è differenziata nell'ambito della sottofamiglia e fa parte della supertribù "Andropogonodae" L. Liu, 1980 e all'interno di quest'ultima della tribù Paspaleae J. Presl, 1830 All'interno della tribù e in questo ambito occupa, da un punto di vista filogenetico, una posizione "interna" e insieme alla sottotribù Arthropogoninae forma un "gruppo fratello". Questa sottotribù è fortemente supportata come monofiletica anche se i vari generi non presentano delle sinapomorfie comuni evidenti con eccezione del genotipo che presenta una delezione di 9 bp nel gene del cloroplasto ndhF, un gene altamente conservativo. I generi Otachyrium e Hymenachne non sono monofiletici.
Sinapomorfie particolari (relative ad un singolo genere):
- Hymenachne: la palea prossimale si restringe ma non termina a punta.
- Otachyrium: la palea inferiore a maturità si allarga, indurisce, diventa alata e avvolge il fiore superiore.

Il cladogramma seguente, tratto dallo studio citato, semplificato e aggiornato, mostra una possibile configurazione filogenetica della sottotribù.
|  | Plagiantha                                                 |
|  |                                                            |
|  | \| \| Otachyrium \| \| \| \| \| \| Steinchisma \| \| \| \| |
|  |                                                            |
|  | Otachyrium                                                 |
|  |                                                            |
|  | Steinchisma                                                |
|  |                                                            |

|  | Otachyrium  |
|  |             |
|  | Steinchisma |
|  |             |

|  | Plagiantha                                                 |
|  |                                                            |
|  | \| \| Otachyrium \| \| \| \| \| \| Steinchisma \| \| \| \| |
|  |                                                            |
|  | Otachyrium                                                 |
|  |                                                            |
|  | Steinchisma                                                |
|  |                                                            |

|  | Otachyrium  |
|  |             |
|  | Steinchisma |
|  |             |

|  | Plagiantha                                                 |
|  |                                                            |
|  | \| \| Otachyrium \| \| \| \| \| \| Steinchisma \| \| \| \| |
|  |                                                            |
|  | Otachyrium                                                 |
|  |                                                            |
|  | Steinchisma                                                |
|  |                                                            |

|  | Otachyrium  |
|  |             |
|  | Steinchisma |
|  |             |

|  | Plagiantha                                                 |
|  |                                                            |
|  | \| \| Otachyrium \| \| \| \| \| \| Steinchisma \| \| \| \| |
|  |                                                            |
|  | Otachyrium                                                 |
|  |                                                            |
|  | Steinchisma                                                |
|  |                                                            |

|  | Otachyrium  |
|  |             |
|  | Steinchisma |
|  |             |